# Папський інститут святого Ансельма
Папський інститут святого Ансельма, Ансельміанум, Папський літургійний інститут у Римі (лат. Pontificium Institutum Academicum Sancti Anselmi; італ. Pontificio ateneo Sant'Anselmo) — бенедиктинський навчальний заклад з папськими правами.

## Історія
У 1687 році під час понтифікату папи Інокентія XI в Римі було засновано першу бенедиктинську колегію. Папа Лев XIII реформував школу в 1887 році. У праці з джерелами професори практикували історично-критичний метод. Бенедиктинці, пов'язані з Ансельміанумом, брали участь у підготовці Кодексу канонічного права 1917 року (включаючи кардинала Юстиніана Шереді) та нового Кодексу в 1983 році (єпископ Віктор Даммерц). Чіпріано Ваґґаджіні працював над розробкою евхаристійних молитовних текстів для Римського Мисалу, опублікованих у 1970 році. У 1961 році папа Іван XXIII підіс колегію до статусу Папського літургійного інституту, першого у світі. Це єдиний навчальний заклад, який надає докторські ступені з католицької літургіки.
Викладачами університету були, серед інших: Йозеф Ґредт, Бенедетто Калаті, Одо Казель, Кассіус Голлінґер, Чіпріано Ваґґаджіні, Базіліус Штайдль, Адальберт де Фоґю, Еммануель фон Северус, Ансельм Ґюнтер, Бенедікт Шванк, Базіль Штудер. З навчальним закладом були або є пов'язані Бенно Ґут, Пол Августин Майєр, Анскар Чупунко, П'єро Маріні, Конрад Краєвський та Вацлав Свєжавський.